# Hypogastrura subpapillata
Hypogastrura subpapillata (лат.) — вид коллембол из семейства Hypogastruridae.
Россия, Южная Сибирь: альпийские луга (2200—2400 м) на границе Хакасии и Тувы.

## Описание
Мелкие шестиногие ногохвостки с прыгательной вилкой снизу на четвёртом сегменте брюшка. Длина около 1 мм. Окраска сине-фиолетовая. От близких видов отличаются следующими признаками: на пятом сегменте брюшка есть 3+3 хет; первый членик усика с восемью щетинками; зацепка на третьем сегменте брюшка с 4+4 зубцами; дорсальная поверхность денса с шиповидными гранулами.